# Тібе Де Влігер
Ті́бе Де Влі́гер (нід. Tibe De Vlieger; нар. 5 листопада 2005) — бельгійський футболіст, півзахисник клубу «Гент».

## Клубна кар'єра
Вихованець академії «Гента», до якої приєднався 2014 року. 13 грудня 2021 року підписав з клубом свій перший професіональний контракт. 17 серпня 2022 року дебютував за фарм-клуб «Йонг Гент» в матчі Національного дивізіону 1 проти «Візе». 26 листопада 2022 року в поєдинку проти клубу «Янг Редс» забив свій перший гол у кар'єрі. 1 лютого 2023 року продовжив контракт з «Гентом» до літа 2025 року.
16 січня 2024 року дебютував в основному складі «Гента» в матчі Кубка Бельгії проти клубу «Брюгге», вийшовши на заміну Пітеру Геркенсу. 19 січня в поєдинку проти «Мехелена» дебютував у Про-лізі. 13 лютого 2024 року продовжив контракт з клубом до літа 2027 року. 21 лютого в матчі плей-оф Ліги конференцій УЄФА проти ізраїльського клубу «Маккабі» (Хайфа) дебютував у єврокубках.

## Кар'єра в збірній
Виступав за збірну Бельгії до 19 років.

## Статистика виступів
Станом на 27 липня 2025
| Клуб              | Сезон             | Чемпіонат               | Чемпіонат | Чемпіонат | Кубок | Кубок | Єврокубки | Єврокубки | Інші  | Інші | Всього | Всього |
| Клуб              | Сезон             | Дивізіон                | Матчі     | Голи      | Матчі | Голи  | Матчі     | Голи      | Матчі | Голи | Матчі  | Голи   |
| ----------------- | ----------------- | ----------------------- | --------- | --------- | ----- | ----- | --------- | --------- | ----- | ---- | ------ | ------ |
| Йонг Гент         | 2022–23           | Національний дивізіон 1 | 16        | 2         | —     | —     | —         | —         | —     | —    | 16     | 2      |
| Йонг Гент         | 2023–24           | Національний дивізіон 1 | 18        | 9         | —     | —     | —         | —         | —     | —    | 18     | 9      |
| Йонг Гент         | 2024–25           | Національний дивізіон 1 | 19        | 6         | —     | —     | —         | —         | —     | —    | 19     | 6      |
| Йонг Гент         | Всього            | Всього                  | 53        | 17        | 0     | 0     | 0         | 0         | 0     | 0    | 53     | 17     |
| Гент              | 2023–24           | Про-ліга                | 3         | 0         | 1     | 0     | 1         | 0         | —     | —    | 5      | 0      |
| Гент              | 2024–25           | Про-ліга                | 7         | 0         | 2     | 0     | 5         | 0         | —     | —    | 14     | 0      |
| Гент              | 2025–26           | Про-ліга                | 1         | 0         | 0     | 0     | 0         | 0         | —     | —    | 1      | 0      |
| Гент              | Всього            | Всього                  | 11        | 0         | 3     | 0     | 6         | 0         | 0     | 0    | 20     | 0      |
| Всього за кар'єру | Всього за кар'єру | Всього за кар'єру       | 64        | 17        | 3     | 0     | 6         | 0         | 0     | 0    | 68     | 17     |

1. 1 2  Матчі в Лізі конференцій УЄФА